# Venuseffekten
Pour plus de détails, voir Fiche technique et Distribution.
Venuseffekten est un film danois réalisé par Anna Emma Haudal, sorti en 2021.

## Synopsis
Liv a une vingtaine d'années et travaille dans la ferme familiale. Elle tombe amoureuse de la chaotique et aventureuse Andrea qui a temporairement emménagé dans une caravane dans le verger de son oncle.

## Fiche technique
- Titre : Venuseffekten
- Réalisation : Anna Emma Haudal
- Scénario : Anna Emma Haudal et Marie Limkilde
- Musique : Jenny Rossander
- Photographie : Valdemar Winge Leisner
- Montage : Sofie Marie Kristensen
- Production : Rikke Sasja Lassen et Lise Orheim Stender
- Société de production : Motor
- Pays :  Danemark
- Genre : Comédie dramatique et romance
- Durée : 105 minutes
- Dates de sortie : 
  - Danemark : 18 novembre 2021

## Distribution
- Johanne Milland : Liv
- Josephine Park : Andrea
- Sofie Gråbøl : Gitte
- Lars Mikkelsen : Klaus
- Morten Hee Andersen : Jonas
- Anne Sofie Wanstrup : Nynne
- Anette Støvelbæk : Susanne
- Olivia Joof Lewerissa : Anna
- Camilla Lau : Dina
- Jeanett Albeck : Julie F
- Karoline Brygmann : Julie P
- Amanda Radeljak : Sunniva
- Clint Ruben : Sebastian
- Andrea Øst Birkkjær : Katja
- Alvin Bursøe : Kristoffer
- Ulver Skuli Abildgaard : Henning

## Distinctions
Le film a été nommé pour six prix Bodil et a reçu celui du meilleur second rôle masculin pour Lars Mikkelsen. Il a également été nommé pour douze prix Robert et en a reçu deux : meilleur second rôle féminin pour Josephine Park et meilleure chanson. Il a également reçu le prix du public du Festival du film féministe et lesbien de Paris.